# Golden Meteorite Press
Golden Meteorite Press – kanadyjska niezależna firma wydawnicza. Publikuje literaturę faktu, literaturę piękną i dziecięcą. Została założona i jest obecnie prowadzona przez Austina Mardona i jego żonę Catherine Mardon. Obecnie prowadzi działalność w Edmonton, Alberta.

## Publikacje
Golden Meteorite Press opublikowała ponad 100 książek z zakresu historii, polityki kanadyjskiej, literatury dziecięcej, geografii i innych nauk.